# Lantosque
Lantosque är en kommun i departementet Alpes-Maritimes i regionen Provence-Alpes-Côte d'Azur i sydöstra Frankrike. Kommunen ligger  i kantonen Lantosque som ligger i arrondissementet Nice. År 2022 hade Lantosque 1 197 invånare.

## Befolkningsutveckling
Antalet invånare i kommunen Lantosque
Referens: INSEE

## Galleri

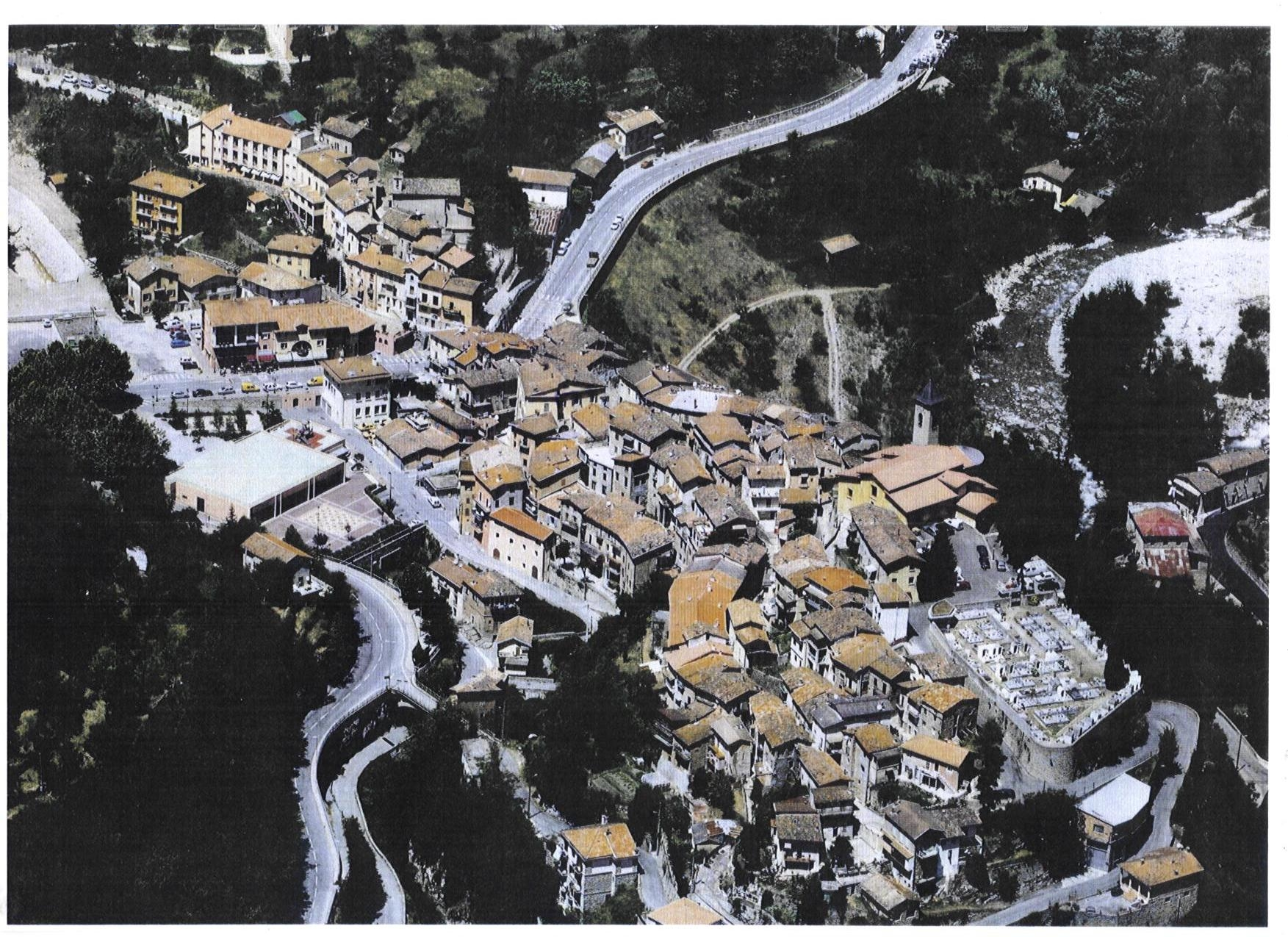
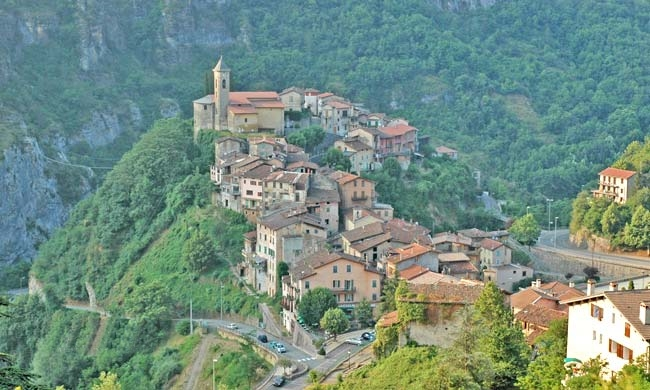
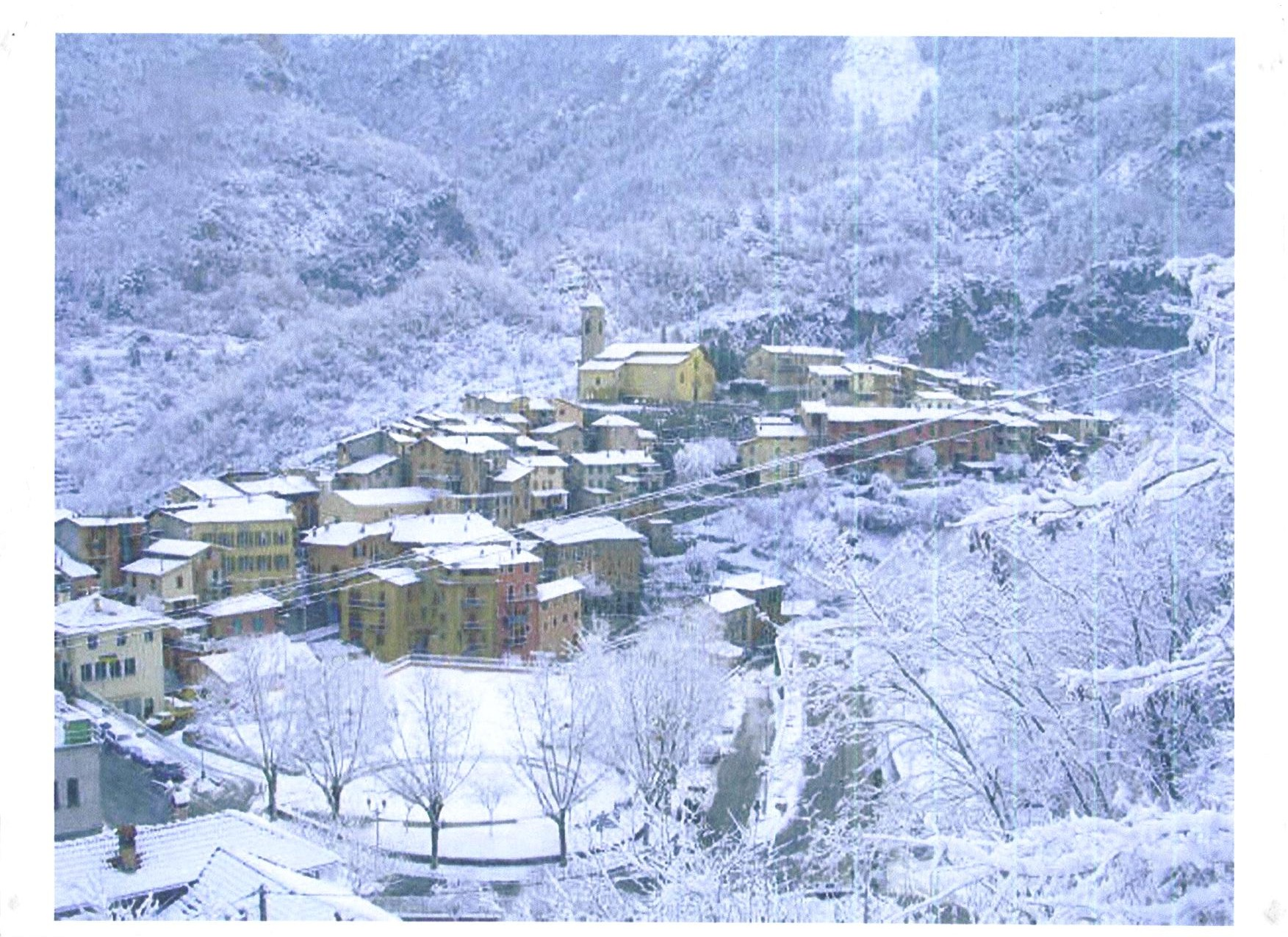
Hiver
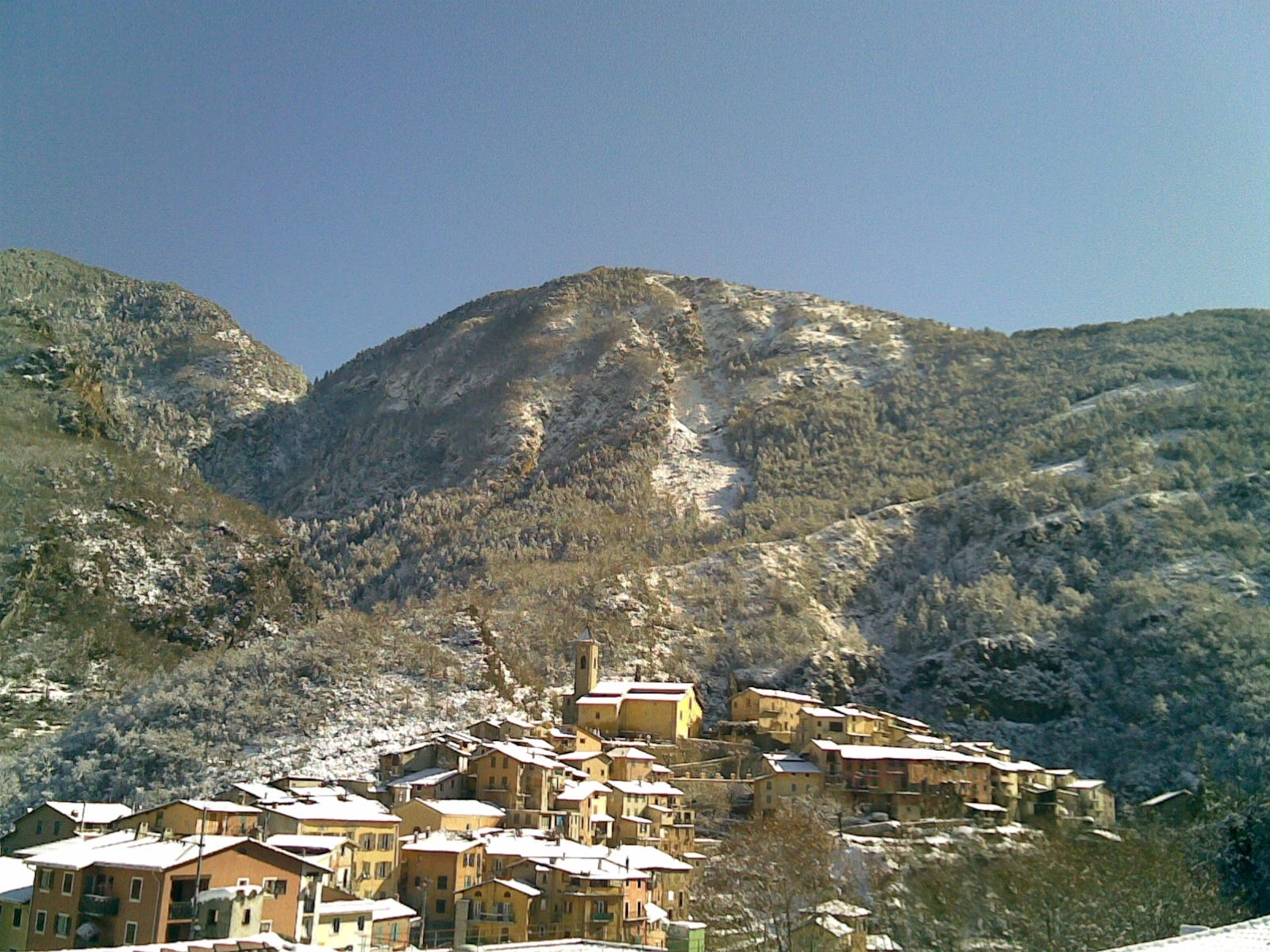
Hiver 2009-2010
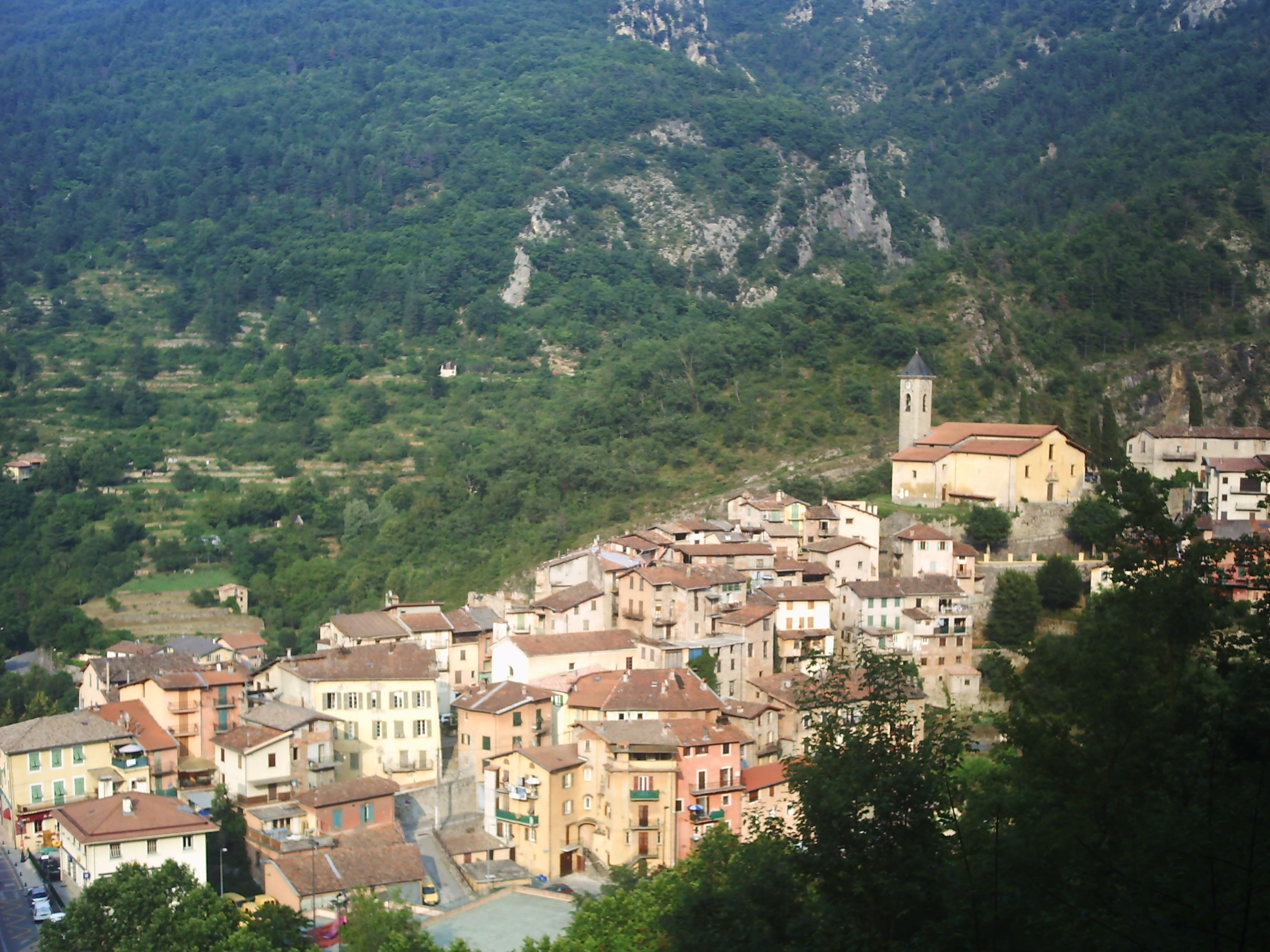
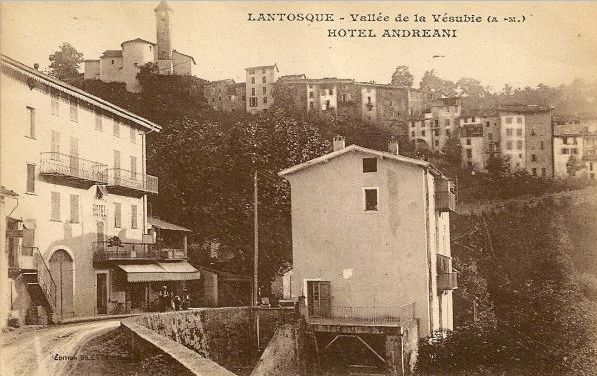
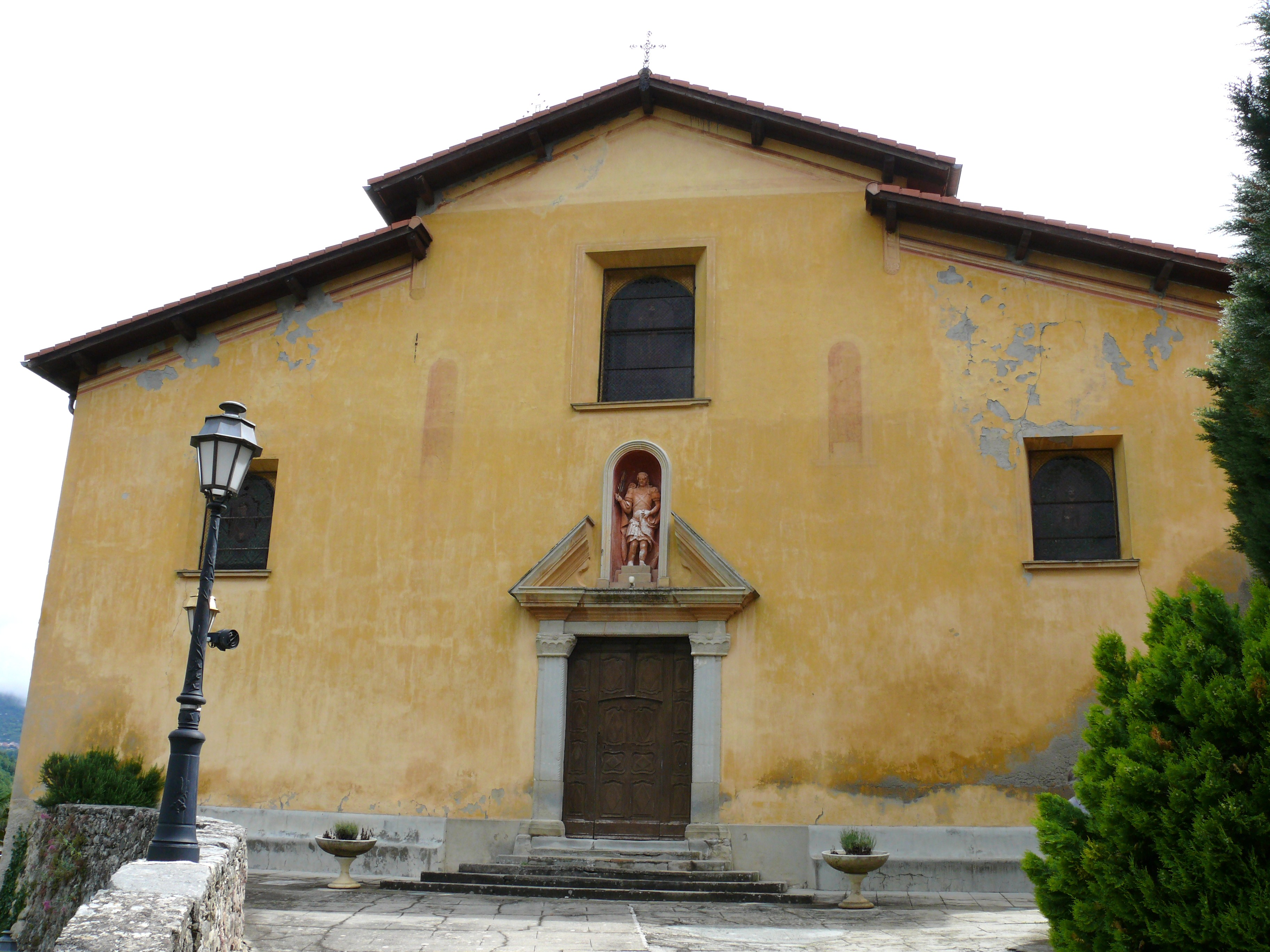
Kyrkan Saint Pons
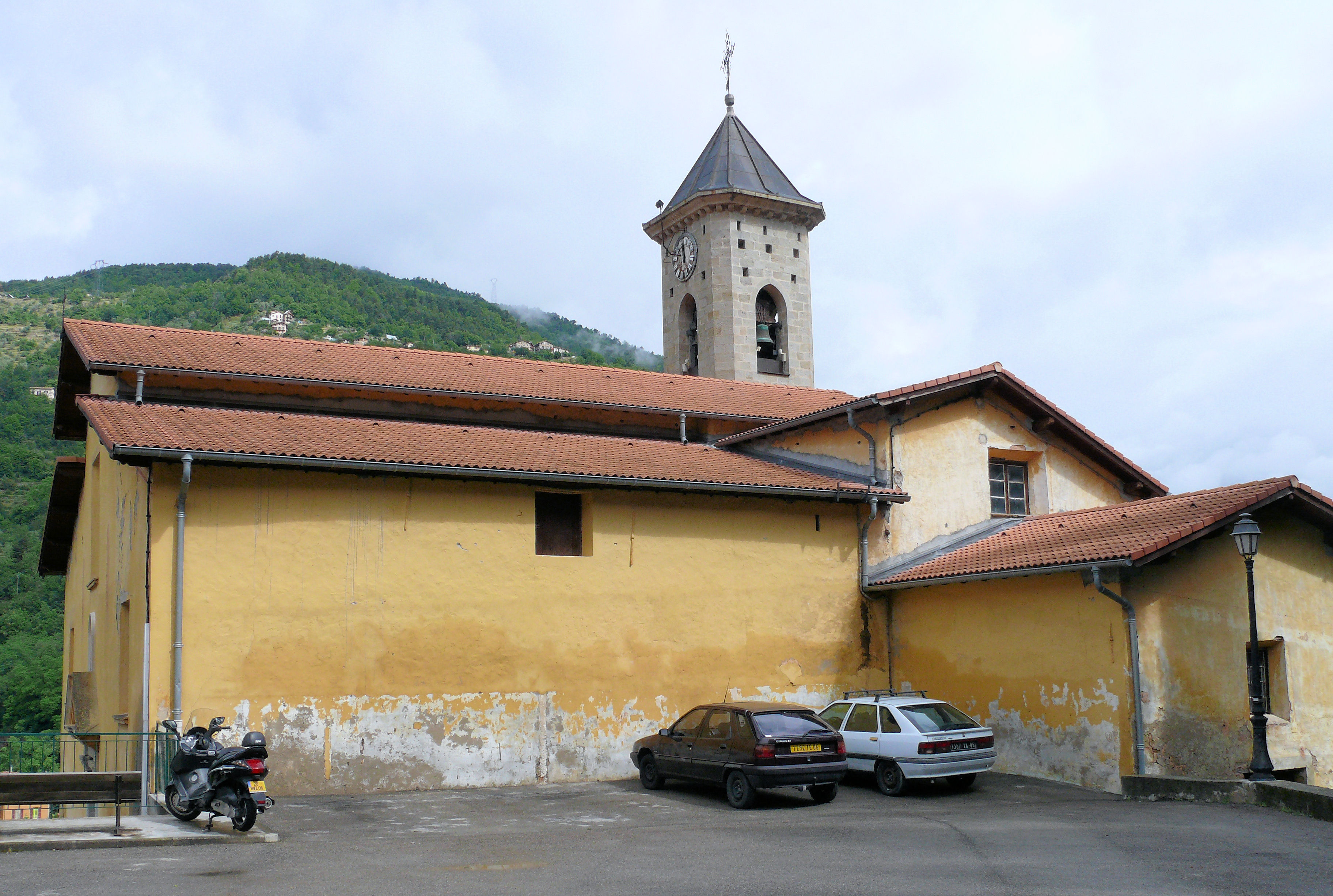
Kyrkan Saint Pons
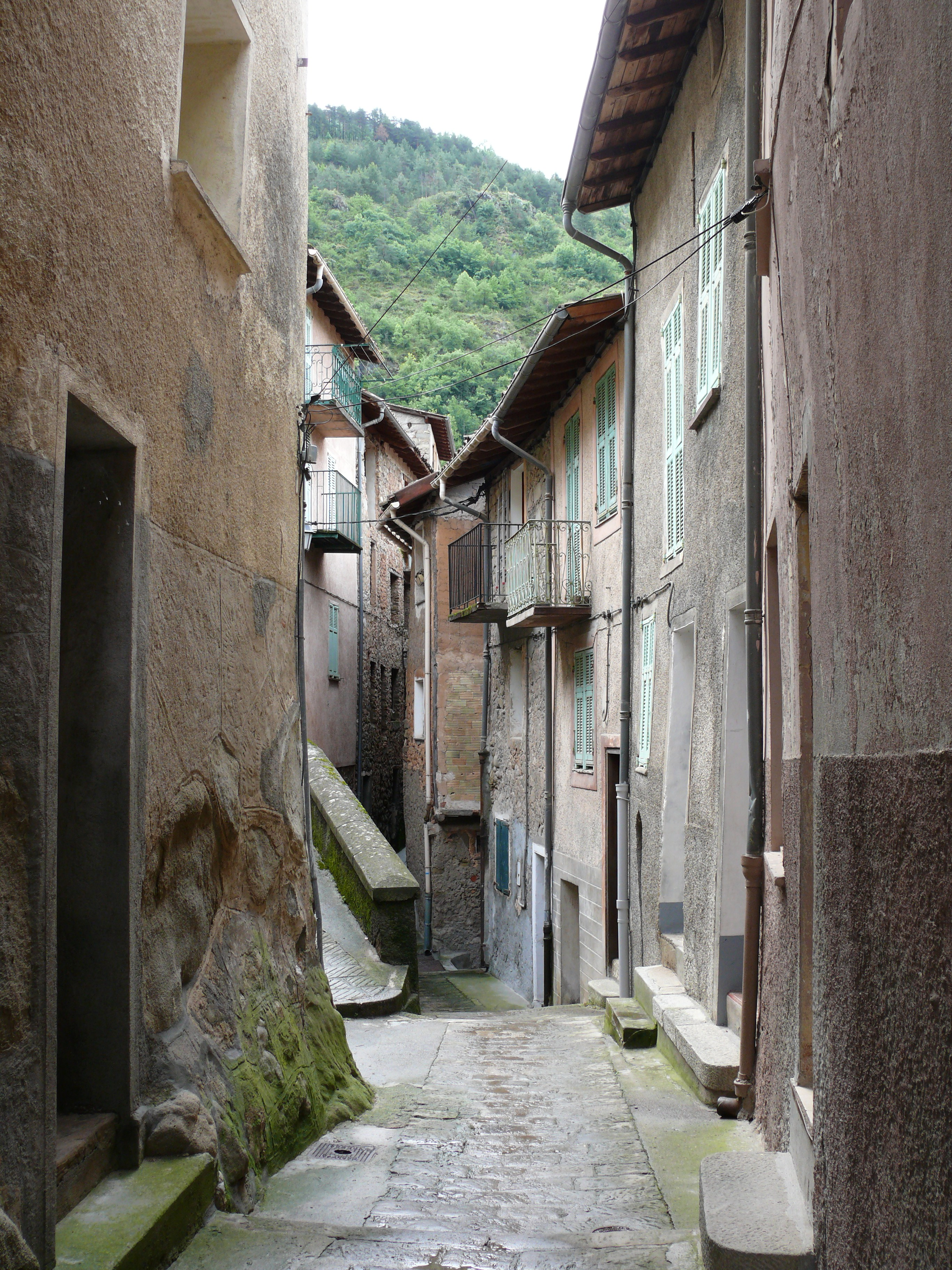
Byvägen
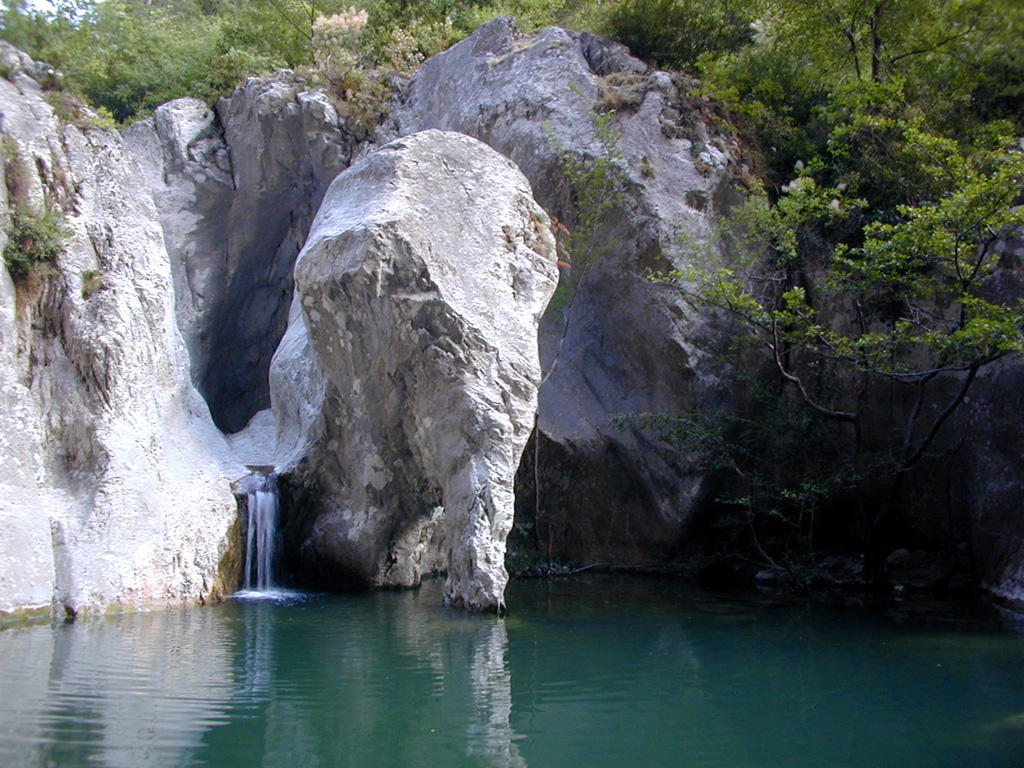
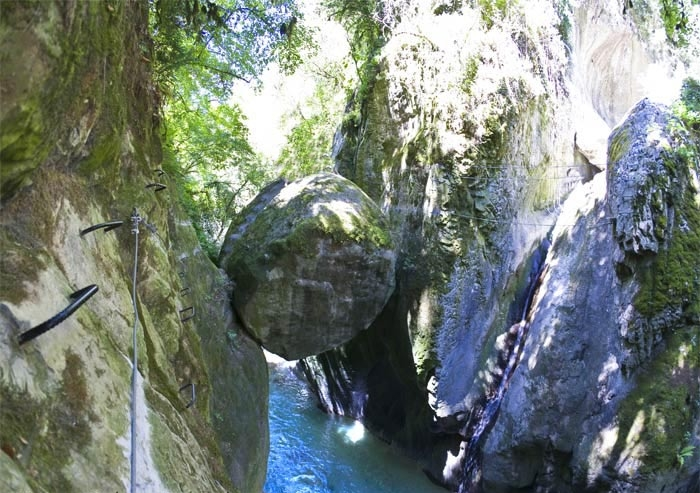
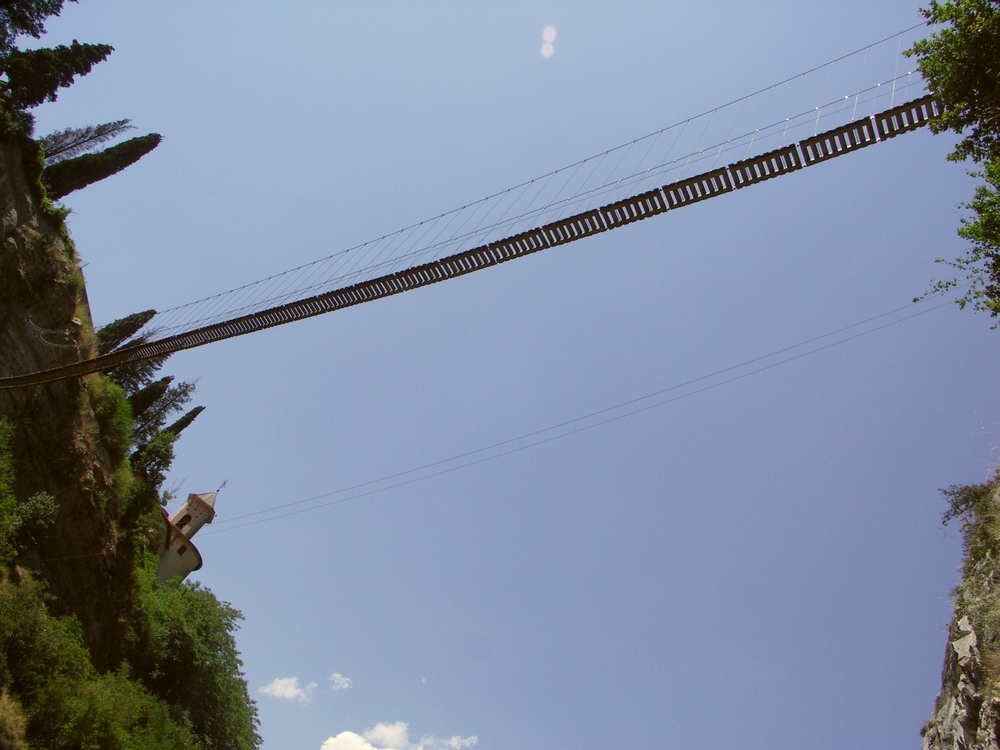
Hängbron